# Tcl
Tcl (acronimo di Tool Command Language, pronuncia ) è un linguaggio di programmazione creato da John Ousterhout. È un linguaggio di scripting multipiattaforma, considerato di facile apprendimento e utilizzato nel rapid application development.

## Caratteristiche
Le caratteristiche del linguaggio TCL comprendono:
- Qualsiasi cosa è un comando, comprese le strutture del linguaggio. Queste ultime utilizzano la notazione polacca detta anche notazione prefissa.
- Qualsiasi cosa può essere ridefinita o sovrascritta dinamicamente.
- Tutti i tipi di dato possono essere manipolati come stringhe, compreso il codice.
- Utilizza regole sintattiche estremamente semplici.
- Possiede un'interfaccia  a eventi per i socket e i file.
- Facilmente estendibile tramite un'API che permette di collegare all'interprete oggetti scritti in C, C++, REXX e Java.
- Completo supporto per l'Unicode già dal 1999.
- Indipendente dalla piattaforma. L'interprete è già stato portato su Win32, Unix, Mac, e altri.
- Buona integrazione con il sistema a finestre grazie all'estensione Tk.

## Esempi
Per un Hello world il codice è
```
puts
 
"Hello World!"

```

Semplicissimo esempio di codice:
```
 
puts
 
"dammi un numero"

 
gets
 
stdin
 
numero

 
puts
 
"Il quadrato è [expr {$numero * $numero}]"

```

Un altro esempio in stile funzionale:
```
 
proc
 
filter
 
{
list
 
script
}
 
{

   
set
 
res
 
{}

   
foreach
 
e
 
$list
 
{

     
if
 
{[uplevel
 
1
 
$script
 
$e
]}
 
{

       
lappend
 
res
 
$e

     
}

   
}

   
set
 
res

 
}

```

L'elemento e è incluso nella lista list? Se sì ritorna 1, altrimenti 0.
```
 

 
proc
 
in
 
{
list
 
e
}
 
{

   
expr
 
{[
lsearch
 
-
exact
 
$list
 
$e
]
 
>=
 
0
}

 
}

```

Elementi comuni di due liste, ossia insieme intersezione:
```
 
%
 
filter
 
{
a
 
b
 
c
}
 
{
in
 
{
b
 
c
 
d
}}

 
b
 
c

```

## Tk
L'estensione Tk è un insieme di strumenti per scrivere GUI (un toolkit di widget) implementato dallo stesso autore di Tcl. Può essere usato anche in combinazione ad altri linguaggi come Perl, Python, Ruby, Lisp e altri, ed è stato portato su varie piattaforme quali GNU/Linux, Apple Macintosh, Unix e Windows.

Esempio Tk, un orologio numerico in tre righe:
```
 
package
 
require
 
Tk

 
proc
 
every
 
{
ms
 
body
}
 
{eval
 
$body
;
 
after
 
$ms
 
[
info
 
level
 
0
]}

 
pack
 
[
label
 
.clock
 
-
textvar
 
time
]

 
every
 
1000
 
{set
 
::
time
 
[
clock
 
format
 
[
clock
 
sec
]
 
-
format
 
%
H:
%
M:
%
S
]}

```